# Sclerodomus rusticus
Sclerodomus rusticus är en mossdjursart som först beskrevs av d'Orbigny 1842.  Sclerodomus rusticus ingår i släktet Sclerodomus och familjen Sclerodomidae. Inga underarter finns listade i Catalogue of Life.